# Vinske mušice
Vinske mušice ali drozofile (znanstveno ime Drosophilidae) so družina dvokrilcev, ki jo natančneje uvrščamo v podred pravih muh kratkorožk, sestavlja pa jo okoli 3.500 danes živečih opisanih vrst.

## Opis
V splošnem so vinske mušice majhne muhe, dolge od 2 do 4 milimetre. So rumenkaste barve in imajo največkrat oči rdeče barve.
So poligamne živali; v svojem kratkem življenju se parijo z več partnerji. Samci si vzpostavijo teritorije, ki presenetljivo ne vsebujejo nobene dobrine pomembne za samico ali razvoj ličink, kot sta hranilne snovi ali ustrezno mesto za odlaganje jajčec. Takšnemu sistemu parjenja pravimo lek, njegova vloga je zmanjšanje kompeticije za ustrezna mesta. Genitalije samcev in samic se ujemajo po principu ključ-ključavnica in njihova oblika je vrstno specifična, kar naj bi preprečevalo parjenje med vrstami ter je hkrati uporaben taksonomski znak za določanje vrst.

## Ekologija
Ime so dobile po tem, da jih privablja vonj tekočin, v katerih poteka fermentacija. Ličinke se prehranjujejo s tekočinami in glivami v zelo zrelem ali gnijočem sadju, pa tudi z raslinskim sokom ali nektarjem močno dišečih cvetov in razpadajočimi gobami. Zaradi tega te muhe najdemo v vlažnih območjih. So del tretje skupine vrst, ki kolonizira mrhovino in s tem del naravnega procesa razpadanja (dekompozicije).
Nekatere vrste so zunanji zajedavci na gosenicah ali plenilci.

### Pomen za človeka
Neposredni pomen za človeka ni bistven. Nekaj vrst iz rodu Drosophila je pogostih v človeških bivališčih (pravimo, da so sinantropne), kjer najdejo gnijoče sadje, odprt mošt ali vino, med njima sta npr. Drosophila fenestrarum in Drosophila funebris. Vrste, ki živijo v bližini človeka, lahko postanejo nevšečnost, kadar se preveč namnožijo, prenašajo pa tudi patogene. Le vrsta Zaprionus indianus je ekonomsko pomemben škodljivec, namreč na nasadih fig v Braziliji, od začetka 21. stoletja pa postaja vse resnejši problem tudi plodova vinska mušica (Drosophila suzukii), ki je sposobna odlagati jajčeca v sveže sadje in jagodičevje. Druge vrste so uporabne kot hrana za domače ljubljenčke, npr. ribe, dvoživke in plazilce.
Najbolj znana vrsta je Drosophila melanogaster, ki jo zaradi orjaških kromosomov v žlezah slinavkah, nezahtevnega gojenja in kratkega generacijskega časa veliko uporabljajo v raziskavah kot modelni organizem za preučevanje mehanizmov dedovanja, embrionalnega razvoja, evolucije in drugih procesov.

## Sistematika in evolucija
Klasifikacija vinskih mušic je težavna, saj gre za majhne živali, ki se pogosto ločijo le po mikroskopskih znakih, kot je razporeditev dlak in oblika zunanjih spolovil. Kljub temu, da je D. melanogaster ena od najbolje preučenih vrst organizmov sploh (njen genom je bil v celoti sekvenciran že leta 2000), je razen rodu Drosophila in njemu najbolj sorodnih rodov skupina slabo preučena.
Družino Drosophilidae delimo na dve poddružini, Drosophilinae in Steganinae. Ti dve se ne razlikujeta v nobenem posameznem znaku, vendar je ločitev po kombinaciji znakov nedvoumna.

## Galerija
- Vinska mušica
- Vinska mušica z mutacijo antennapedia (desno); namesto tipalnic ima na glavi par nog
- Elektronska mikrografija očesa